# Neuensee (Michelau)
Neuensee ist ein Gemeindeteil der oberfränkischen Gemeinde Michelau in Oberfranken im Landkreis Lichtenfels.

## Geografie
Das Kirchdorf liegt etwa sechs Kilometer nordöstlich von Lichtenfels zwischen den Erhebungen Hohe Aßlitz und Göritzen rund um den 23 Hektar großen gleichnamigen Weiher. Der See wird vom Sulzenbach und vom Biberbach, einem rechten Mainzufluss, gespeist beziehungsweise durchflossen. Der Ort besteht aus drei Teilen, dem Mitteldorf, dem Ortsteil Berg und dem sogenannten Anger. Durch Neuensee führen die Kreisstraßen LIF 9 nach Neuensorg und LIF 2 von Michelau nach Schwürbitz.

## Geschichte
Der erste urkundliche Erwähnung erfolgte bei den Zinseinnahmen des bambergischen Forst- und Kastenamtes Lichtenfels am Neuensee für den Zeitraum 1491 bis 1501. In der Zeit wurden Teile des Waldes gerodet und Fischteiche angelegt. Im Jahr 1513 folgte die Nennung des Weilers „Neuensehe“, der zum Hochstift Bamberg gehörte. Der Bamberger Bischof besaß die Dorfherrschaft, der Ort war von militärischen und steuerlichen Verpflichtungen befreit und unterstand dem Kasten Lichtenfels.
1571 wurde Neuensee als „gestraidt dörflein am neuen sehe“ bezeichnet. Ab 1674 gehörte der Ort mit der niederen Gerichtsbarkeit zur Zent und zum Sprengel der katholischen Pfarrei Graitz. Zu Beginn des 19. Jahrhunderts gab in Neuensee 22 Häuser, 16 Stadel und eine Mühle. Das Dorf gehörte zum bambergischen Amt Lichtenfels und war nach Graitz eingepfarrt. Ein Zehnt musste nicht geleistet werden.
1818 gehörte Neuensee zum Obermainkreis und wurde mit Neuensorg zu einer Landgemeinde vereinigt. 1862 folgte die Eingliederung des Dorfes in das neu geschaffene bayerische Bezirksamt Lichtenfels. 1875 zählte Neuensee 261 Einwohner und 70 Gebäude. Der Ort gehörte zum Sprengel der katholischen Pfarrei im 6,5 Kilometer entfernten Marktgraitz und der protestantischen Pfarrei im 1,5 Kilometer entfernten Michelau. Die katholische Schule befand sich im 3,0 Kilometer entfernten Schwürbitz, die protestantische in Michelau. 1900 umfasste die Landgemeinde Neuensee eine Fläche von 473,97 Hektar, 634 Einwohner, von denen 381 katholisch waren und überwiegend in Neuensee lebten sowie 253 protestantisch waren, und 90 Wohngebäude. 358 Personen lebten in Neuensee in 51 Wohngebäuden. Das Dorf hatte seit 1881 eine eigene katholische Schule. Eine Stromversorgung bestand ab 1912, die erste Trinkwasserversorgung mit Hausanschlüssen ab 1928. 1925 lebten in dem Dorf 431 Personen in 68 Wohngebäuden. 1932 wurde das Schulhaus durch einen Neubau ersetzt. 1950 hatte der Ort 494 Einwohner und 66 Wohngebäude. Er gehörte zum Kirchensprengel der katholischen Pfarrei Schwürbitz und der evangelischen Pfarrei Michelau.
Am 15. Februar 1952 wurde Neuensorg als selbstständige Gemeinde aus Neuensee ausgegliedert. Im Jahr 1970 zählte Neuensee 717 Einwohner und 1987 838 Einwohner sowie 207 Wohngebäude mit 290 Wohnungen. Am 1. Januar 1978 wurde Neuensee in die Gemeinde Michelau eingegliedert.
Ab etwa 1830 bis 1980 wurde als Zweig der Korbflechterei das Teppichklopferhandwerk in Neuensee ausgeübt. Nach dem Zweiten Weltkrieg entwickelte sich der Ort mit dem Bau der Metallwarenfabrik Andreas Hofmann, die 1981 Insolvenz anmeldete, zu einer Industriegemeinde.

## Sehenswürdigkeiten

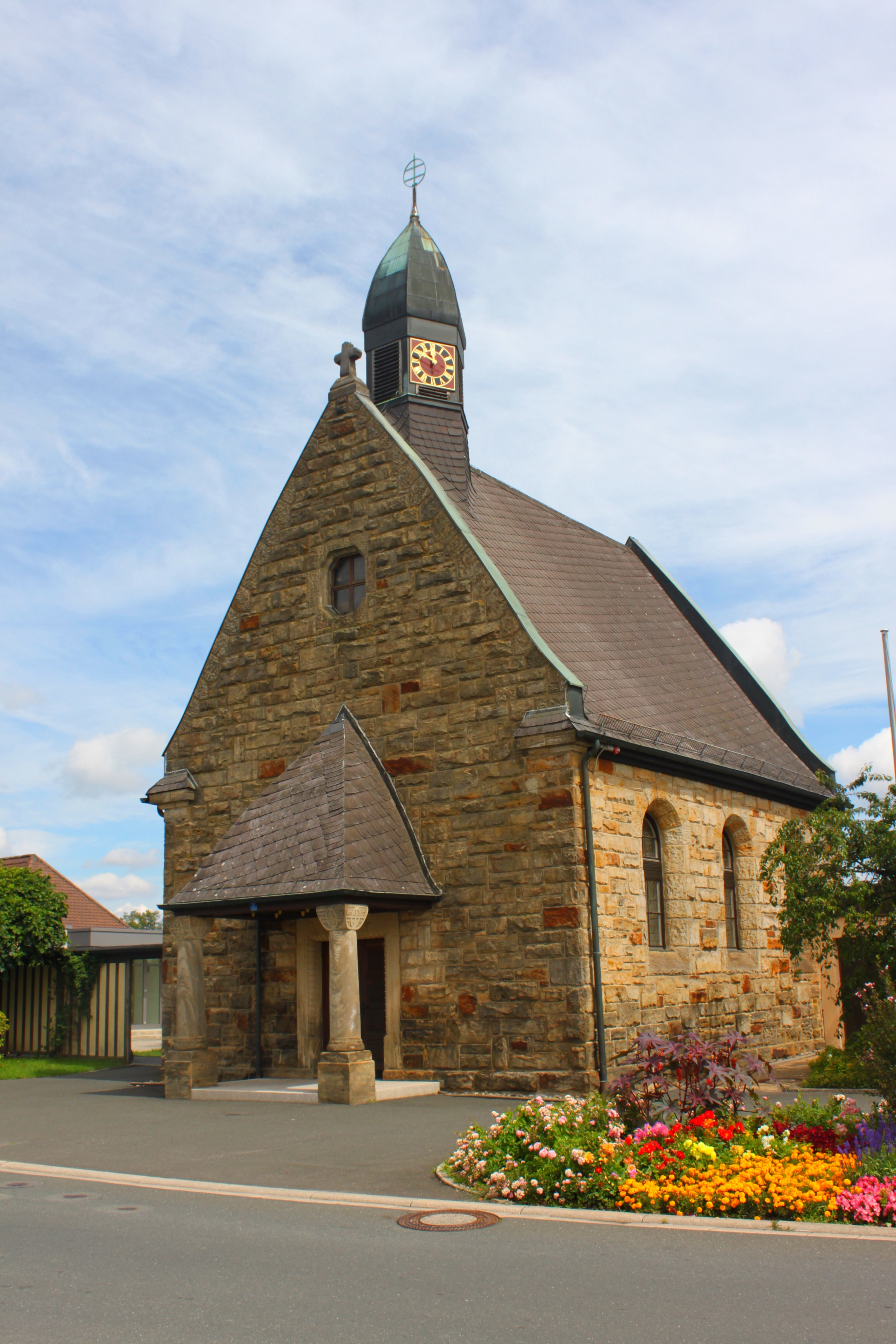
Katholische Kirche Maria Königin

Im Jahr 1908 wurde auf dem 1902 angelegten Friedhof die katholische Kapelle „Zum Unbefleckten Herzen Mariens“ nach Plänen von Fritz Fuchsenberger errichtet. 1928 ließ die Gemeinde eine Orgel aufstellen und eine Restaurierung durchführen. 1973 folgte ein Neubau als Sandsteinquaderbau mit Satteldach und Dachreiter nach einem Entwurf des Bamberger Architekten Adam Jakob. Am 13. Oktober 1974 wurde die Kirche „Maria Königin“ durch den Bamberger Weihbischof Martin Wiesend geweiht.
In der Bayerischen Denkmalliste sind für Neuensee vier Baudenkmäler aufgeführt.